# Sikka (ort)
Sikka är en ort i Indien.   Den ligger i distriktet Jāmnagar och delstaten Gujarat, i den västra delen av landet, 1 000 km sydväst om huvudstaden New Delhi. Sikka ligger 13 meter över havet och antalet invånare är 19 404.
Terrängen runt Sikka är platt. Havet är nära Sikka åt nordväst. Runt Sikka är det ganska tätbefolkat, med 149 invånare per kvadratkilometer. Det finns inga andra samhällen i närheten. Trakten runt Sikka består till största delen av jordbruksmark.